# Білоруський добровольчий корпус
Білоруський добровольчий корпус (біл. Беларускі добраахвотніцкі корпус) — об'єднання білоруських добровольців, які воюють у складі ЗС України.

## Історія
Про створення Білоруського добровольчого корпусу заявили 25 грудня 2022 року білоруські добровольці Ігор «Янки» Янков, Андрій «Безсмертний» Троцевський та Родіон «Гена» Батулін.

За словами Ігоря Янкова, 
|  | причиною створення БДК насамперед стала незгода з тим, що білоруських воїнів намагаються політизувати. Війна зараз тут, в Україні, ми бачимо її на власні очі. Перемога у цій війні для Білоруського добровольчого корпусу – це найголовніший пріоритет. |

Раніше лідери нового формування входили до різних добровольчих загонів. Так, «Янкі» називав себе командиром білоруського підрозділу в українському добровольчому батальйоні «Братство», кулеметником української групи «Традиція та порядок», командиром міжнародного батальйону «Титан». Родіон Батулін до початку повномасштабної війни був відомий як один із найближчих соратників Сергія «Боцмана» Коротких, пізніше став представником батальйону «Терор». Це формування влітку 2022 року залишило полк Калиновського і діяло як самостійна одиниця до вступу до БДК.
У грудні 2023 року Міністерство внутрішніх справ Республіки Білорусь визнало БДК екстремістським формуванням.